# Cohors VII Lusitanorum equitata
La Cohors VII Lusitanorum equitata fue una unidad auxilia mixta de infantería y caballería del ejército del Imperio Romano del tipo cohors quinquagenaria equitata, cuya existencia está atestiguada desde mediados del siglo I hasta finales del segundo tercio del siglo II.

## Reclutamiento y siglo

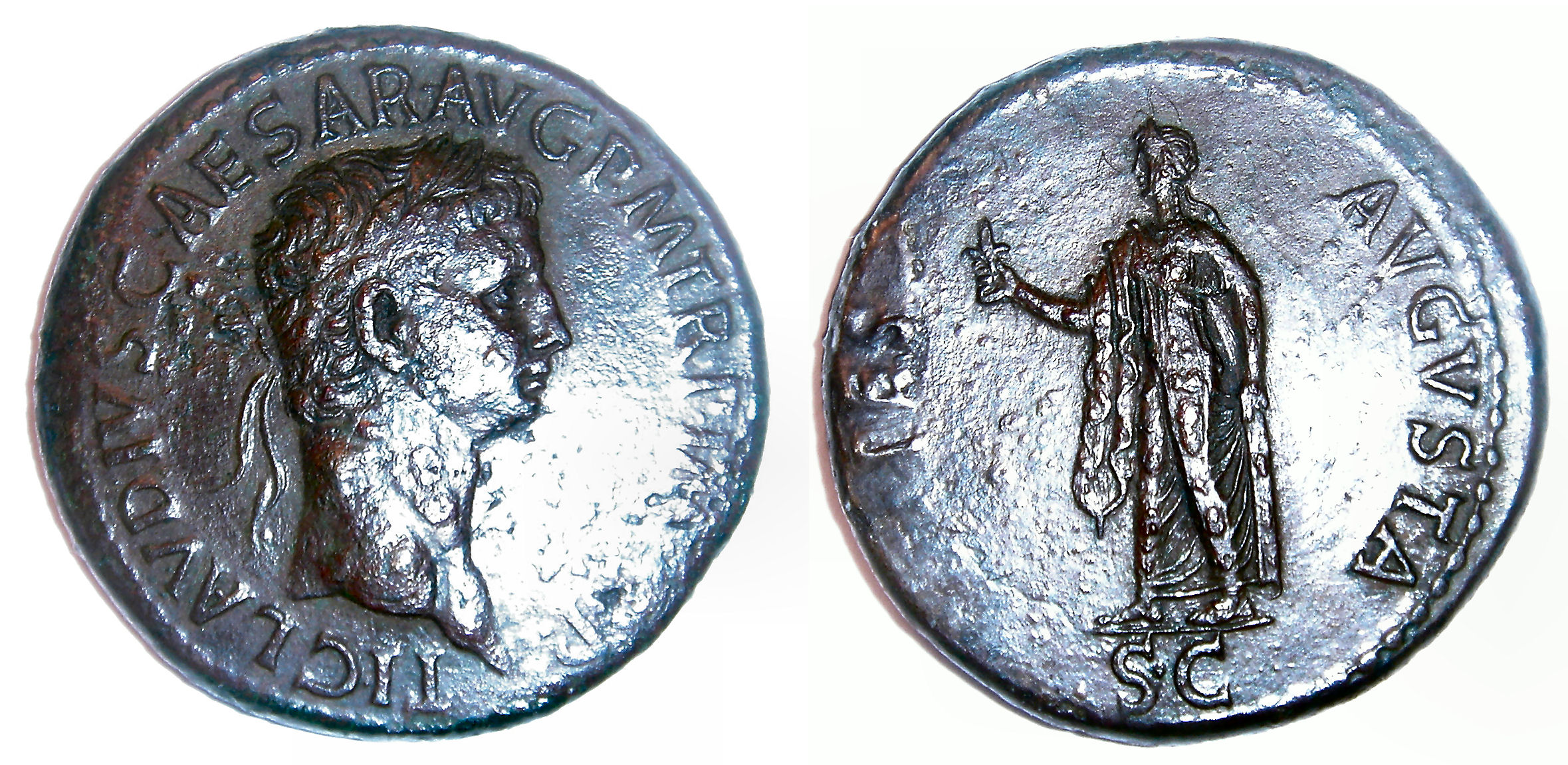
Denario de Claudio I emitido en 48, emperador que ordenó el reclutamiento de la Cohors VII Lusitanorum equitata.

La unidad fue reclutada bajo el imperio de Claudio I en la provincia Lusitania para reforzar las fronteras del Danubio , tal vez en relación con la incorporación del reino del Nórico como provincia romana.
En esta época, a finales del imperio de Claudio I fue dirigida por el Praefectus cohortis Lucio Calpurnio Fabato, cuyo cursus honorum es anterior a la regularización de la carrera ecuestre por Claudio I.
También en algún momento de la segunda mitad del siglo I fue dirigida por el Praefectus cohortis Quinto Sulpicio Celso.

## El siglo II

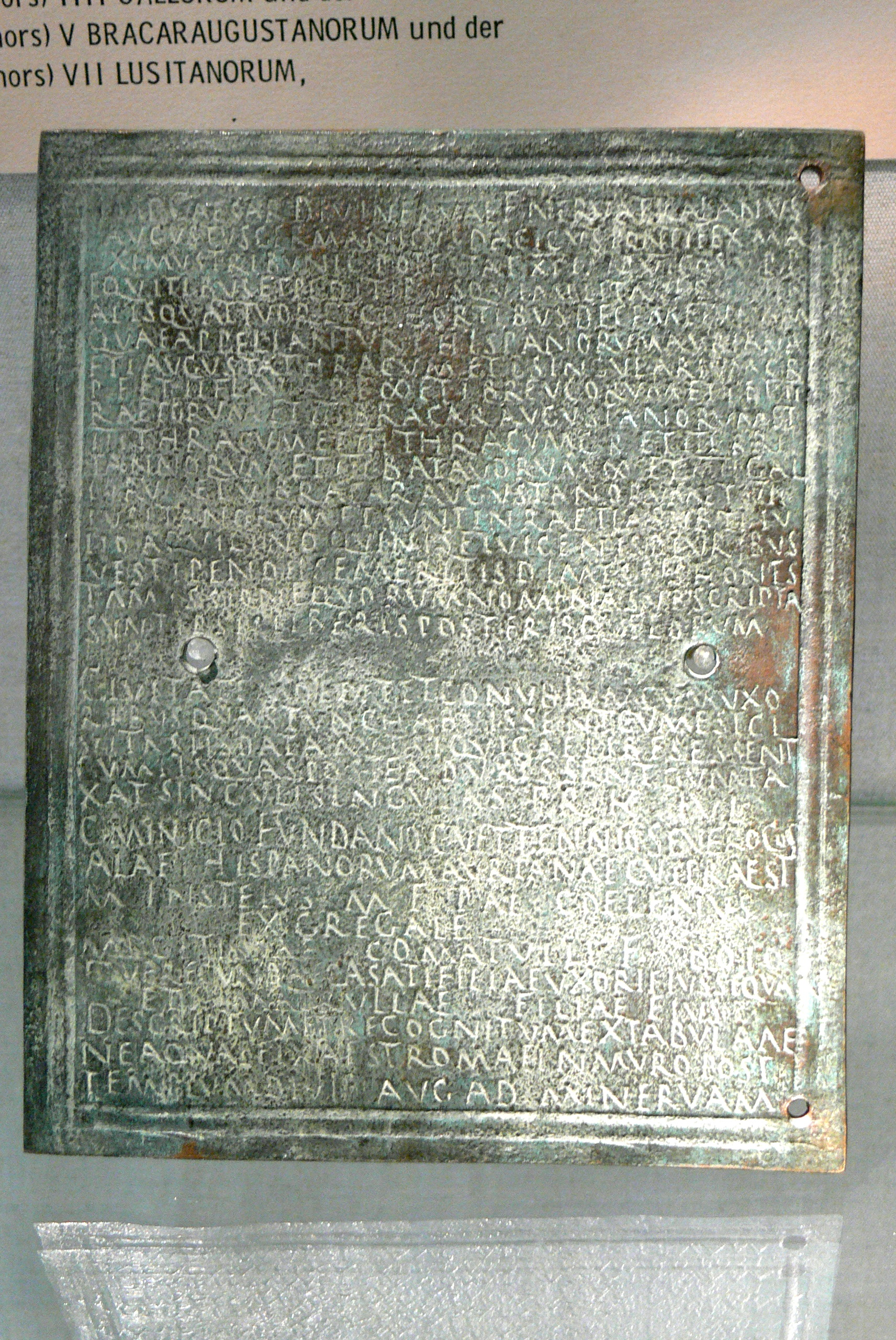
Diploma militar de 107 (CIL XVI 55) en el que aparece mencionada la Cohors VII Lusitanorum equiata como parte de la guarnición de Recia.

La cohorte formaba parte de la guarnición de la provincia Raetia el 30 de junio de 107, como atestigua un Diploma militaris. Poco después, fue traslada a la provincia Pannonia Inferior, tal y como atestigua un Diploma militaris de 126.
En 127, por orden de Adriano fue traslada a la provincia Numidia, tal vez en relación con la intención de este emperador de visitar la provincia en 128. La unidad fue acuartelada en Lambaesis, base de la  Legio III Augusta, lugar en el que están atestiguados el jinete Cayo Julio Fido y el soldado Quinto Domicio Sardónico y en sus cercanías se documenta la presencia del centurión Marco Licinio Valente.
En 129, la unidad colaboró en la reparación de algúntipo de obra pública en la ciudad de Mascula  (Khenchela, Argelia).
Algún tiempo después, fue traslada de nuevo al limes danubiano, a la provincia Pannonia Inferior, donde está atestiguada en un Diploma militaris de 19 de mayo de 135.
Carecemos de documentos que atestigüen la existencia de la unidad en momentos posteriores a 135, por lo que debió ser destruida al principio de las guerras marcomanas, ya bajo Marco Aurelio